# Metathelypteris hattorii
Metathelypteris hattorii là một loài thực vật có mạch trong họ Thelypteridaceae. Loài này được (H. Itô) Ching mô tả khoa học đầu tiên năm 1963.